# Festivalul Internațional de Film Fantastic de la Avoriaz din 1974
Festivalul Internațional de Film Fantastic de la Avoriaz din 1974 (în franceză Festival international du film fantastique d'Avoriaz 1974) a fost a doua ediție a Festivalului Internațional de Film Fantastic de la Avoriaz. A avut loc în Alpii francezi (în stațiunea Avoriaz) în ianuarie 1974.
Filmul Hrana verde de Richard Fleischer a câștigat Marele premiu (Grand prix) al festivalului.

## Juriu
- Silvia Monfort, președinte
- Jacques Doniol-Valcroze
- Jean Eustache
- Romain Gary
- Fred Haines
- Éric Losfeld
- François Nourissier
- Louis Pauwels
- Guy Peellaert
- Aleksandar Petrović
- Ingrid Pitt
- Roland Topor

## Selecție

### În competiție
- Dracula vit toujours à Londres (The Satanic Rites of Dracula) de Alan Gibson ( Regatul Unit)
- El Topo de Alejandro Jodorowsky ( Mexic- Statele Unite ale Americii)
- Hex de Leo Garen ( Statele Unite ale Americii)
- La Maison de l'exorcisme (La Casa dell'esorcismo) de Mario Bava ( Italia- Spania- RFG)
- La Maison des damnés (The Legend of Hell House) de John Hough ( Regatul Unit- Statele Unite ale Americii)
- Mondwest (Westworld) de Michael Crichton ( Statele Unite ale Americii)
- Le Retour de l'abominable Docteur Phibes (Dr. Phibes Rises Again) de Robert Fuest ( Regatul Unit- Statele Unite ale Americii)
- Soleil vert (Soylent Green) de Richard Fleischer ( Statele Unite ale Americii)
- SSSSnake (Sssssss) de Bernard L. Kowalski ( Statele Unite ale Americii)

### În afara competiției
- La Lunule (The Pyx) de Harvey Hart ( Canada)
- Rouslan et Ludmila (Ruslan și Ludmila) de Aleksandr Ptușko ( Uniunea Sovietică)

## Premii
- Marele premiu (Grand prix): Hrana verde de Richard Fleischer
- Premiul II: Hex de Leo Garen
- Premiul special al juriului: Cârtița (El Topo) de Alejandro Jodorowsky[2]